# Damalis bicolor
Damalis bicolor är en tvåvingeart som först beskrevs av Shi 1995.  Damalis bicolor ingår i släktet Damalis och familjen rovflugor.
Artens utbredningsområde är Yunnan (Kina). Inga underarter finns listade i Catalogue of Life.